# 林頤山
林頤山（?—?），字晋霞，浙江省寧波府慈谿縣人，清朝政治人物、進士出身。

## 生平
光緒十八年（1892年），参加光緒壬辰科殿試，登進士二甲81名。同年五月，著交吏部掣签分发各省，以知县即用